# Sweet Apple Pie
Sweet Apple Pie est un groupe de rock indépendant français, originaire de Toulouse, en Haute-Garonne.

## Biographie
Sweet Apple Pie est formé en 1995 à Toulouse, en Haute-Garonne, où il joue à ses débuts et réussit à se populariser très modérément. Le groupe, qui voulait à l'origine recapturer le style des Beatles et des Beach Boys, ainsi que celui des Buzzcocks de la fin des années 1970. Sweet Apple Pie sort son premier EP, First Slice, en 1998. La tournée qui suit en son soutien amène le groupe à se populariser encore plus dans des villes comme Paris, Nice, et Lyon. Après cette sortie, Sweet Apple Pie joue avec plusieurs groupes américains à des festivals comme les Posies, Cotton Mather, et les Steamkings.
Le groupe revient studio en 2001 pour enregistrer un deuxième album. En 2002, le groupe sort Everybody Wants to Be a Supertiger en France au label Spirit of Jungle Records,. Il est également exporté en Amérique du Nord et au Japon. Sweet Apple Pie publiera aussi un EP cinq titres comprenant certains morceaux issus de l'album, ainsi qu'un split avec Cotton Mather. Le groupe entame par la suite une tournée européenne en 2002. Deux ans après la sortie de leur premier opus sort Between the Lines,,. Depuis cette année, le groupe semble ne plus montrer signe d'activité.

## Membres
- Gilles Davancens - basse, chant
- Laurent Davancens - guitare, chant
- Fanny Davancens - claviers, chant
- Sylvain Jean - batterie

## Discographie

### Albums studio
- 2002 : Everybody Wants to be a Supertiger (Spirit of Jungle Records, Wagram, Bip Bip Records (Espagne), Not Lame Records/Kool Kat Musik/Jam Records (États-Unis), Torpedo Records (Suède), Minus Zero Records (Grande-Bretagne), Painted Sky Discs (Japon avec trois titres supplémentaires)
- 2004 : Between the Lines (Polaris, Sony Records (France), Rock Indiana Records (Espagne), Not Lame Records (États-Unis), Wizzard in Vinyl (Japon) avec deux titres supplémentaires)

### EP et singles
- 1998 : First Slice (EP) (Elp! Records)
- 2002 : She Shines (EP) (Spirit, Wagram)
- 2002 : Cotton Mather/Sweet Apple Pie (split single) (Spirit)
- 2004 : Pray Before/Gone (single) (Polaris, Sony Records)